# 로빈 후드 (1991년 영화)
《로빈 후드》는 1991년 영국 영화이다. 존 어빈 감독에 패트릭 버긴, 우마 서먼 등이 출연했다.